# Wolfgang Pippke
Wolfgang Pippke (* 7. Juni 1943 in Komotau, Reichsgau Sudetenland) ist Verwaltungswissenschaftler und Autor phantastischer Geschichten unter dem Pseudonym Wolf Welling.

## Leben und Werk
Wolfgang Pippke legte 1963 sein Abitur am Aufbaugymnasium Düsseldorf-Gerresheim ab und studierte nach seiner Bundeswehrzeit Wirtschafts- und Sozialwissenschaften an der Universität zu Köln. Von 1970 bis 1974 war er Wissenschaftlicher Angestellter in der Forschungsstelle für empirische Sozialökonomik (Prof. Dr. G. Schmölders) und von 1974 bis 1977 Wissenschaftlicher Assistent an der Gesamthochschule/Universität Siegen im Fachbereich Wirtschaftswissenschaften (Prof. Dr. Brinkmann). 1974 promovierte er zum Dr. rer. pol. an der Universität zu Köln. Von 1977 bis 2008 war er Professor an der Fachhochschule für öffentliche Verwaltung Nordrhein-Westfalen mit den Fächern Organisation, Personal, Management u. a. tätig. Ab 2004 erhielt er einen Lehrauftrag im Studiengang Master of Public Administration (MPA) der Universität Kassel für die Module Organisationspsychologie und Personalführung. Er schrieb 18 Fachbücher und über einhundert fachwissenschaftliche Aufsätze. Seit 2004 schreibt er unter dem Pseudonym Wolf Welling Phantastik und Science Fiction: zwei Romane, zwei Anthologien und über 30 Kurzgeschichten. Seine Geschichten erscheinen im Exodus-Magazin für Science-Fiction Stories & phantastische Grafik und im Nova-Magazine für spekulative Literatur und diversen Anthologien. Er hat sich vielfach in kulturellen, sozialen und politischen Bereichen engagiert und ist Mitglied des Phantastik-Autoren-Netzwerks.

## Preise und Nominierungen
- 2023: 10. Platz des Kurd-Laßwitz-Literaturpreises 2023, Rubrik Erzählung, für Stulpa, in: Exodus 47/2023[1]
- 2018: 6. Platz des Kurd-Laßwitz-Literaturpreises 2018, Rubrik Erzählung, für Osmose, in: Exodus 38/2018[2]
- 2015: 3. Platz des Kurd-Laßwitz-Literaturpreises, Rubrik Erzählung, für Die Akte PKD, in: Exodus 31/2014[3]
- 2011: 3. Platz des Kurd-Laßwitz-Literaturpreises, Rubrik Erzählung, für Venezia muore, in: Exodus 28/2011[4]
- 2009: 7. Platz des Kurd-Laßwitz-Literaturpreises, Rubrik Erzählung, für Fuckmanimal, in: Exodus 25/2009[5]

## Werke

### Fachwissenschaftliche Veröffentlichungen
- Neuroleadership – Erkenntnisse der Hirnforschung für gute Personalführung nutzen. rehm-Verlag, 2015 (gemeinsam mit Katja Dannenberg), ISBN 978-3-8073-0380-2
- Organisation. 2. überarbeitete Aufl., (gemeinsam mit Andreas Gourmelon, Hanns-Eberhard Meixner und Birgit Mersman), Carl Heymanns Verlag, Köln 2007, ISBN 978-3-452-26728-3
- Zukunftsfähigkeit – Herausforderungen für die Kommunen und ihre Mitarbeiter/innen. (gemeinsam mit Daniela Holuscha und Christina Palz), Eigenverlag der Fachhochschule für öffentliche Verwaltung NRW, Gelsenkirchen 2007, ISBN 3-925984-51-8
- Ökonomische Anreize für den Umweltschutz im Bereich der öffentlichen Hand, - Bestandsaufnahme und Strategien (gemeinsam mit Bernd Klümper und Autoren des Wuppertal Instituts). hrsg. vom Umweltbundesamt, Berlin 2004, ISSN 0722-186X
- Aspekte der Nachhaltigkeit in der Ausbildung des allgemeinen gehobenen Verwaltungsdienstes. Eigenverlag der Fachhochschule für öffentliche Verwaltung NRW, Gelsenkirchen 2003, ISBN 3-925984-46-1
- Umgang mit Publikum. Kommunikation der Kommunalverwaltung mit dem Bürger. Carl Link/ Deutscher Kommunal-Verlag, Kronach u. a., 2. Auflage 1998, ISBN 3-556-00595-6
- Analyse von beruflichen Werdegängen von Absolventen der FHöV NRW (gemeinsam mit Heidi Schäfer-Plassmann). Eigenverlag der Fachhochschule für öffentliche Verwaltung NRW, Gelsenkirchen 1997, ISBN 3-925984-32-1
- Die künftige Managementausbildung an Fachhochschulen. Schriftenreihe Studien zur Bildung und Wissenschaft 119 (gemeinsam mit Gerhard Brinkmann und Christoph Hommerich), hrsg. vom Bundesministerium für Bildung und Wissenschaft, K. H. Bock Verlag, Bad Honnef 1994, ISBN 3-87066-730-3
- Bürgernähe bei Computereinsatz. Deutscher Kommunal-Verlag, Erfurt/Bornheim-Roisdorf 1992, ISBN 3-910193-55-2
- Bürgernähe und-beteiligung bei der Einführung einer Computertechnologie in der öffentlichen Verwaltung. hrsg. vom MAGS NRW, ISBN 3-89368-096-9
- Verwaltung und Bürger: Interaktionen im Sozialamt. Eigenverlag der Fachhochschule für öffentliche Verwaltung NRW, Gelsenkirchen 1988, ISBN 3-925984-03-8
- Zur Bewährung der Ausbildung an Fachhochschulen für den öffentlichen Dienst. (gemeinsam mit Ernst Pappermann, Stefan Frechen, Helmut Kauther, Wolfgang Roters), Verlag Recht, Verwaltung, Wirtschaft, Regensburg 1982, ISBN 3-88938-001-8
- Die berufliche Mobilität von Führungskräften in Wirtschaft und Verwaltung. Ein empirischer Vergleich ihrer Berufswerdegänge und deren Bestimmungsfaktoren (gemeinsam mit Peter Wolfmeyer). Nomos Verlagsgesellschaft, Baden Baden 1976, ISBN 3-7890-0189-9
- Bildungsökonomik und Hochschulplanung. Literaturbericht über die Anwendbarkeit einer neuen Disziplin (gemeinsam mit Gerhard Brinkmann, Detlef Krause, Wolfgang Rippe). Wissenschaftliche Buchgesellschaft, Darmstadt 1976, ISBN 3-534-07302-9
- Karrieredeterminanten in der öffentlichen Verwaltung. Hierarchiebedingte Arbeitsanforderungen und Beförderungspraxis im öffentlichen Dienst. Nomos Verlagsgesellschaft, Baden-Baden 1975, ISBN 3-7890-0144-9
- Arbeitsfeld Öffentliche Verwaltung. aspekte verlag, Frankfurt a. M. 1975, ISBN 3-921096-29-4
- Die Tätigkeitsfelder des höheren Verwaltungsdienstes. Arbeitsansprüche, Ausbildungserfordernisse, Personalbedarf (gemeinsam mit Gerhard Brinkmann, Wolfgang Rippe). Westdeutscher Verlag, Opladen 1973, ISBN 3-531-02339 X

### Phantastische Romane unter dem Pseudonym Wolf Welling
- Wanderer. Verlag p.machinery, Winnert 2023, ISBN 978-3-95765-330-7
- Nebenwelten. Ausgewählte Erzählungen 2005–2023, p,machinery, Winnert 2023, ISBN 978-3-95765-365-9
- Die Wächterin. Verlag p.machinery, Murnau 2018, ISBN 978-3-95765-123-5
- Zwischenzonen. Sammlung Kurzgeschichten, Verlag p.machinery, Murnau 2013, ISBN 978-3-942533-59-1